# Silifke
Silifke ist eine Stadtgemeinde (Belediye) im gleichnamigen Ilçe (Landkreis) der Provinz Mersin in der türkischen Mittelmeerregion und gleichzeitig ein Stadtbezirk der 1993 gebildeten Büyükşehir belediyesi Mersin (Großstadtgemeinde/Metropolprovinz). Seit der Gebietsreform ab dem Jahr 2013 ist die Gemeinde flächen- und einwohnermäßig identisch mit dem Landkreis.

## Geografie
Der größte Landkreis/Stadtbezirk der Provinz/Büyükşehir liegt an den Ufern des Göksu am Fuße des Taurusgebirges. Silifke grenzt im Westen an Gülnar, im Nordwesten an Mut, im Norden an die Provinz Karaman und im Osten an Erdemli. Im Süden bildet das Mittelmeer eine natürliche Grenze.

## Verwaltung
Der Landkreis (Kaza) wurde am 1. Juni 1933 gebildet. Zur Volkszählung 1935 wurde er von 42.259 Menschen (auf 3.970 km² Fläche) bewohnt. Der namensgebende Verwaltungssitz hatte 5.064 Einwohner.
(Bis) Ende 2012 bestand der Landkreis neben der Kreisstadt aus acht Stadtgemeinden (Belediye: Akdere, Arkum, Atakent, Atayurt, Narlıkuyu, Taşucu, Uzuncaburç und Yeşilovacık) sowie 66 Dörfern (Köy) in drei Bucaks, die während der Verwaltungsreform 2013/2014 in Mahalle (Stadtviertel/Ortsteile) überführt wurden. Die 14 existierenden Mahalle der Kreisstadt blieben erhalten, während die 34 Mahalle der o. g. Belediye vereint und zu je einem Mahalle reduziert wurden. Durch Herabstufung dieser Belediye und der Dörfer zu Mahalle stieg deren Zahl auf 88 (48-34+8+66) an. Ihnen steht ein Muhtar als oberster Beamter vor.
Ende 2020 lebten durchschnittlich 1.422 Menschen in jedem Mahalle, 15.157 Einw. im bevölkerungsreichsten (Gazi Mah.), gefolgt von Göksu Mah. (14.261) und Taşucu Mah. (11.383 Einw.).

## Geschichte
In der Antike hieß die Stadt Seleukia (gr. Σελεύκεια) am Kalykadnos (heute Göksu). Sie wurde zu Beginn des 3. Jahrhunderts v. Chr. von Seleukos I. Nikator gegründet und (wie auch eine Reihe anderer seleukidischer Stadtgründungen) nach dem Herrscher benannt. Die Bewohner von Holmoi wurden hierher umgesiedelt. Nach Stephanos von Byzanz war der alte Name von Seleukeia Huria. William Foxwell Albright will Silifke mit dem hethitischen Ura gleichsetzen, worin ihm André Lemaire und Hélène Lozachmeur gefolgt sind.
Unter den Römern wurde Seleukia (lat. Seleucia ad Calycadnum) zur Hauptstadt von Isaurien. Unter dem Namen Seleucia in Isauria ist es noch heute ein Titularerzbistum der römisch-katholischen Kirche.
Im Mittelalter war die Stadt zeitweilig Hauptstadt des Königreiches Kleinarmenien.
Kaiser Friedrich Barbarossa ertrank 1190 auf dem Dritten Kreuzzug nahe der Stadt im Göksu, der damals Saleph hieß. Ihm errichtete man hier ein Denkmal.
Silifke war im Osmanischen Reich ein Kaza (Vorläufer des Ilçe) im Sandschak Itch-Il (damalige Schreibweise von Içel) und zugleich Hauptstadt von diesem im Vilâyet Adana. Silifke wurde nach dem Ende des Unabhängigkeitskrieges (1924–1933) zum Zentrum der Provinz (Vilâyet) İçel und 1933 (Gesetz Nr. 2197) mit der kleineren Provinz Mersin im Osten zusammengelegt, dabei wurde das einwohnerschwächere Mersin zur Hauptstadt der Provinz erklärt.

## Sehenswürdigkeiten
An der Stelle der antiken Akropolis steht die byzantinische Zitadelle von Silifke, die eine gute Aussicht über die Stadt und das Tal des Göksu bietet. Auf dem Weg dorthin liegt eine zwölf Meter tiefe, über eine Wendeltreppe zugängliche Zisterne. An der İnönü Caddesi liegt ein römischer Tempel, der entweder Zeus, Apollon oder Aphrodite geweiht war. Zwei Kilometer westlich liegt der frühchristliche Wallfahrtsort der heiligen Thekla (Ayathekla). Von Silifke nach Norden führt eine Landstraße nach Demircili, das in der Antike unter dem Namen Imbriogon ein Erholungsort der wohlhabenden Bürger von Seleukeia war. Von dort führt der Weg über İmamlı weiter nach Uzuncaburç, dem antiken Olba, von dem eine Anzahl bemerkenswerter Bauten erhalten sind. Die nach Westen gehende Küstenstraße D 400 führt zu weiteren Ruinen antiker Orte sowie zu den Burgen Liman Kalesi und Tokmar Kalesi.
In der Nähe von Atakent, dem antiken Korasion, 10 km östlich, liegen an den nach Norden in Richtung Uzuncaburç führenden Straßen die Ruinenstätten von Karakabaklı, Işıkkale, Aşağı Dünya, Sinekkale, Türkmenuşağı, Paslı, Tekkadın, Barakçıkale, Karaböcülü, die römisch-frühbyzantinische Villa rustica Gökkale und das Grabmal Mezgit Kalesi. Im Dorf Narlıkuyu 25 km östlich kann das Mosaik der drei Grazien besichtigt werden, nahe dabei liegen die Korykischen Grotten, zwei große Einsturzdolinen, die Burg Mancınıkkale, die Kirche von Hasanaliler und der römische Gutshof Keşli. Nochmals etwa 10 km weiter liegen die antiken Städte Korykos mit der Mädchenburg und der Landburg, Elaiussa Sebaste und Kanytelleis sowie bei Kızkalesi die antiken Orte Cambazlı, Öküzlü, Çatıören, Emirzeli und die Adamkayalar genannten römischen Felsengräber. Bei Gülnar, 40 km westlich liegt die antike Festungsanlage Meydancıkkale. Teile des dortigen Münzfunds sind im Archäologischen Museum von Silifke ausgestellt. An der nach Mut im Nordwesten führenden Straße liegt beim Dorf Keben in einer steilen Felswand das hethitische Felsrelief von Keben.
Im Süden Silifkes liegt das über 150 Quadratkilometer umfassende Schwemmland des Göksu-Deltas mit dem See Akgöl. In dem Gebiet sind zahlreiche Vogelarten heimisch, es werden in großem Maßstab Erdbeeren angebaut.

## Fotogalerie

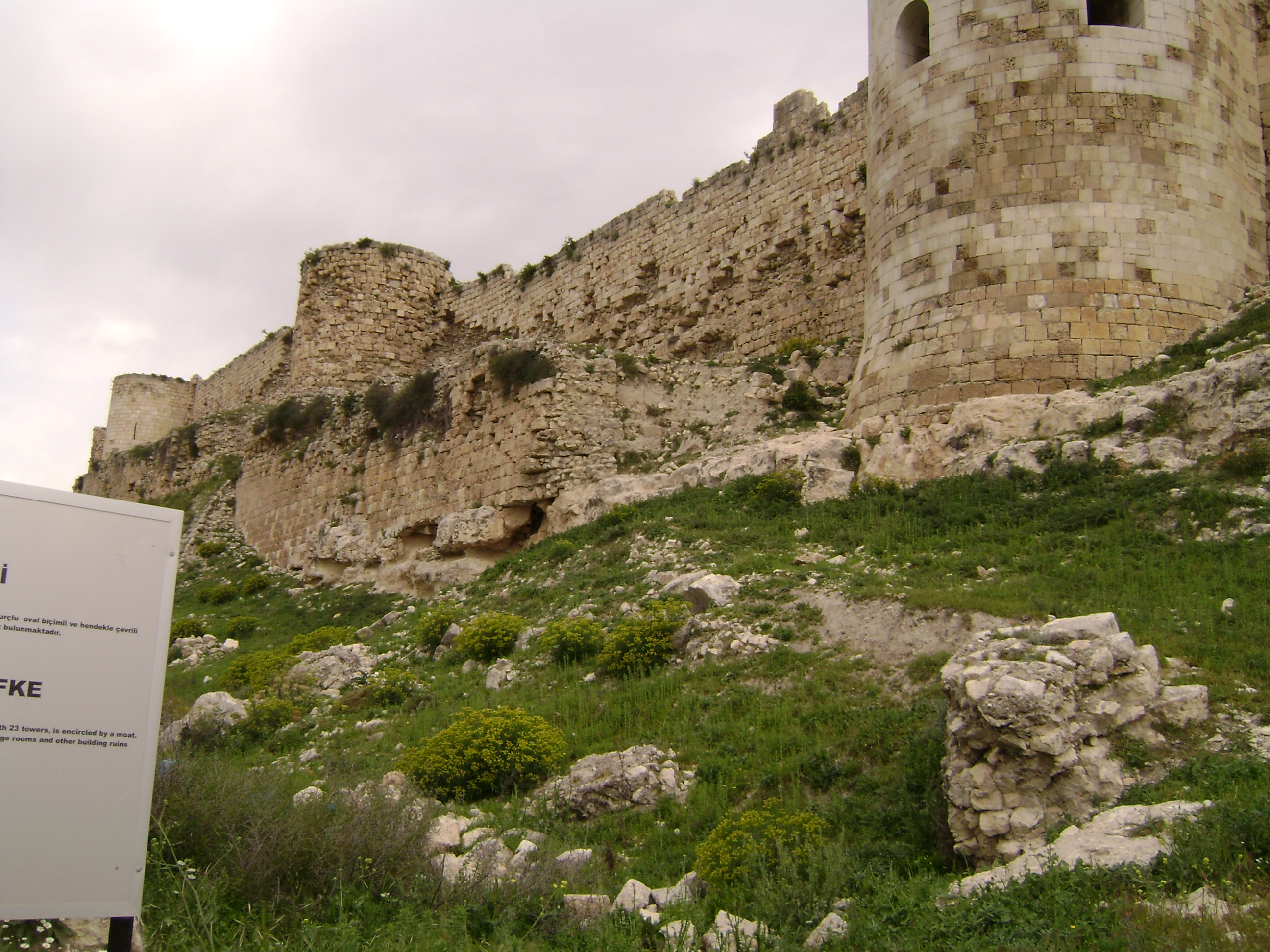
Außenmauern der Zitadelle
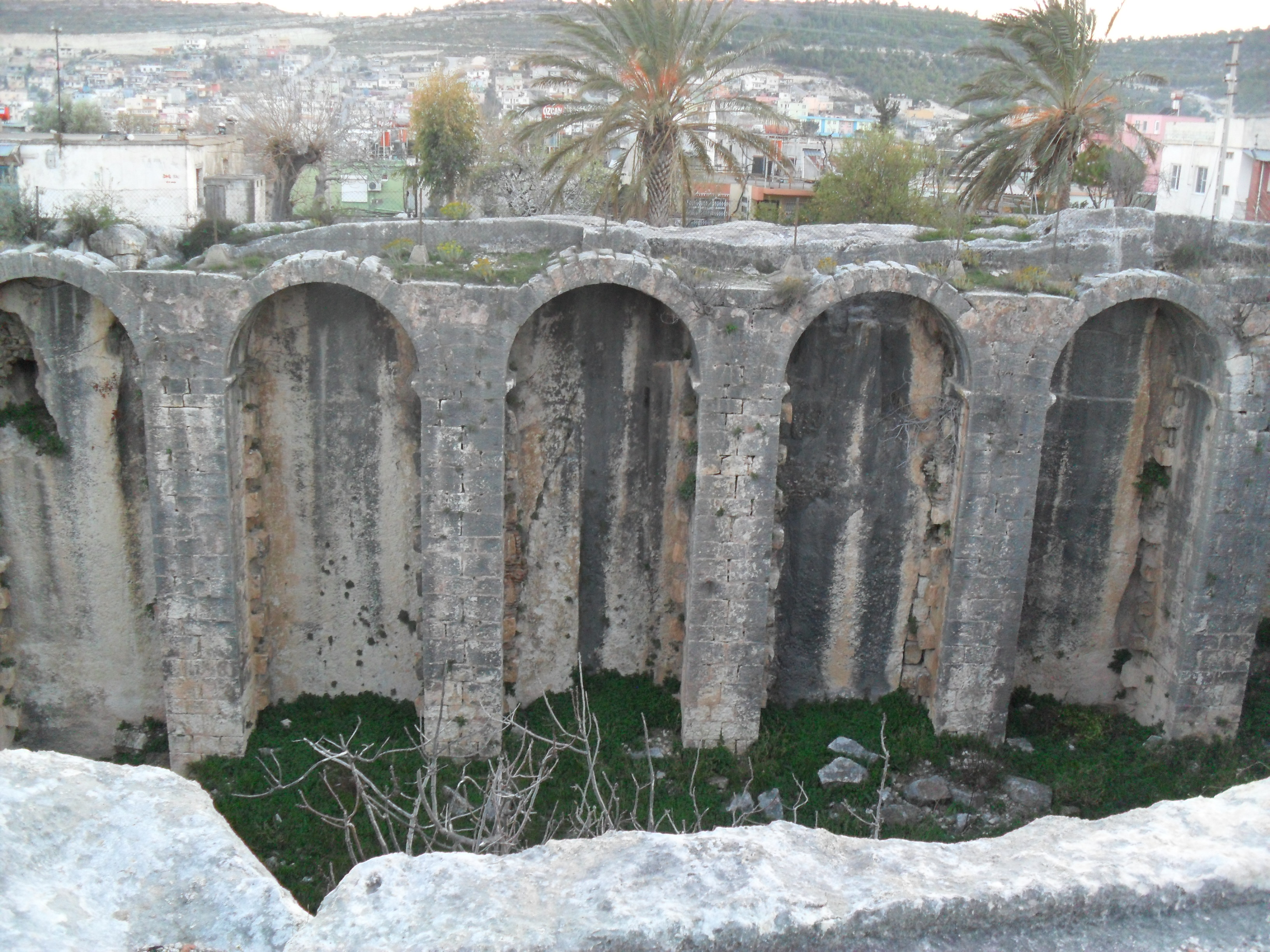
Tekir ambari Zisterne
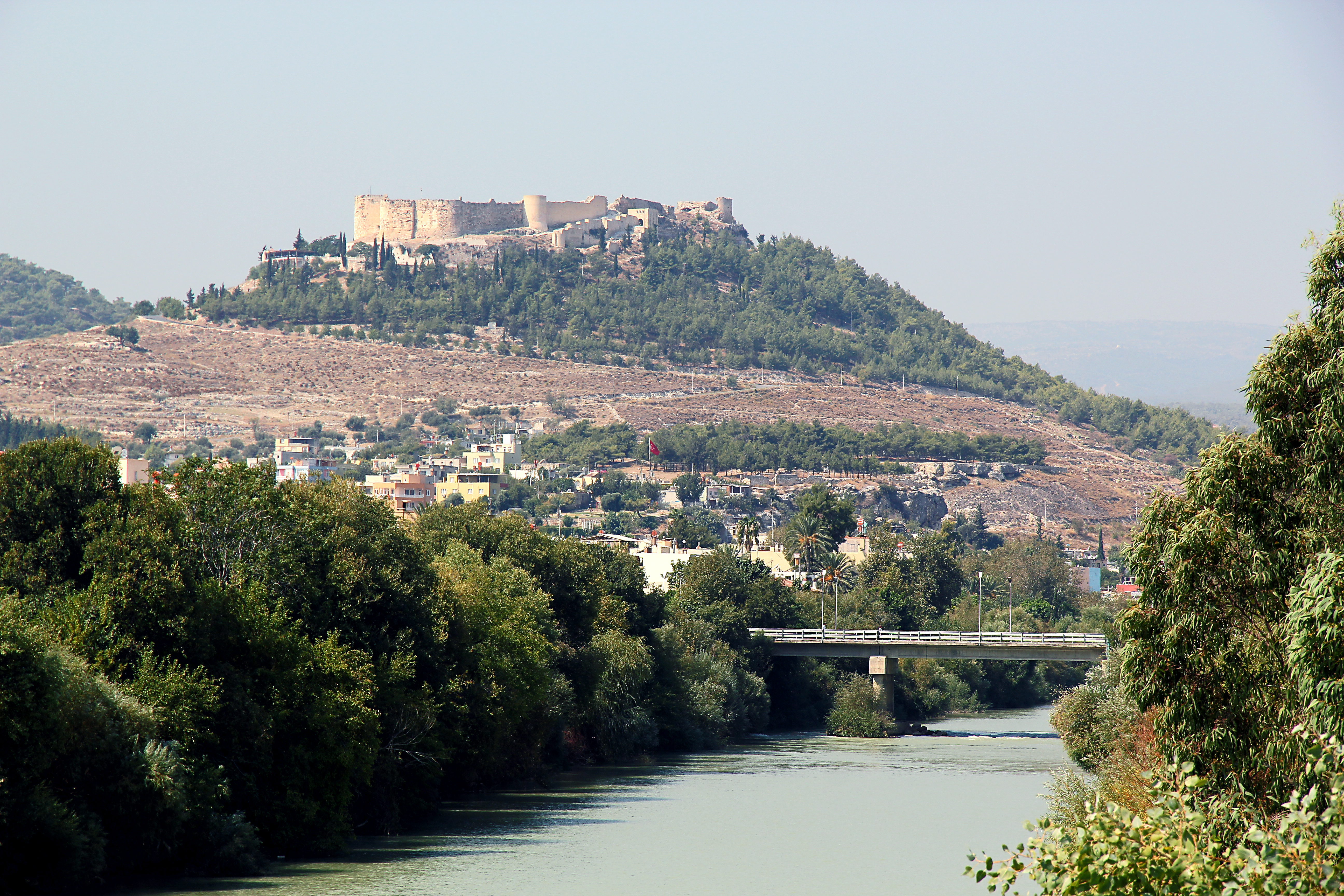
Burg von Silifke und Göksu
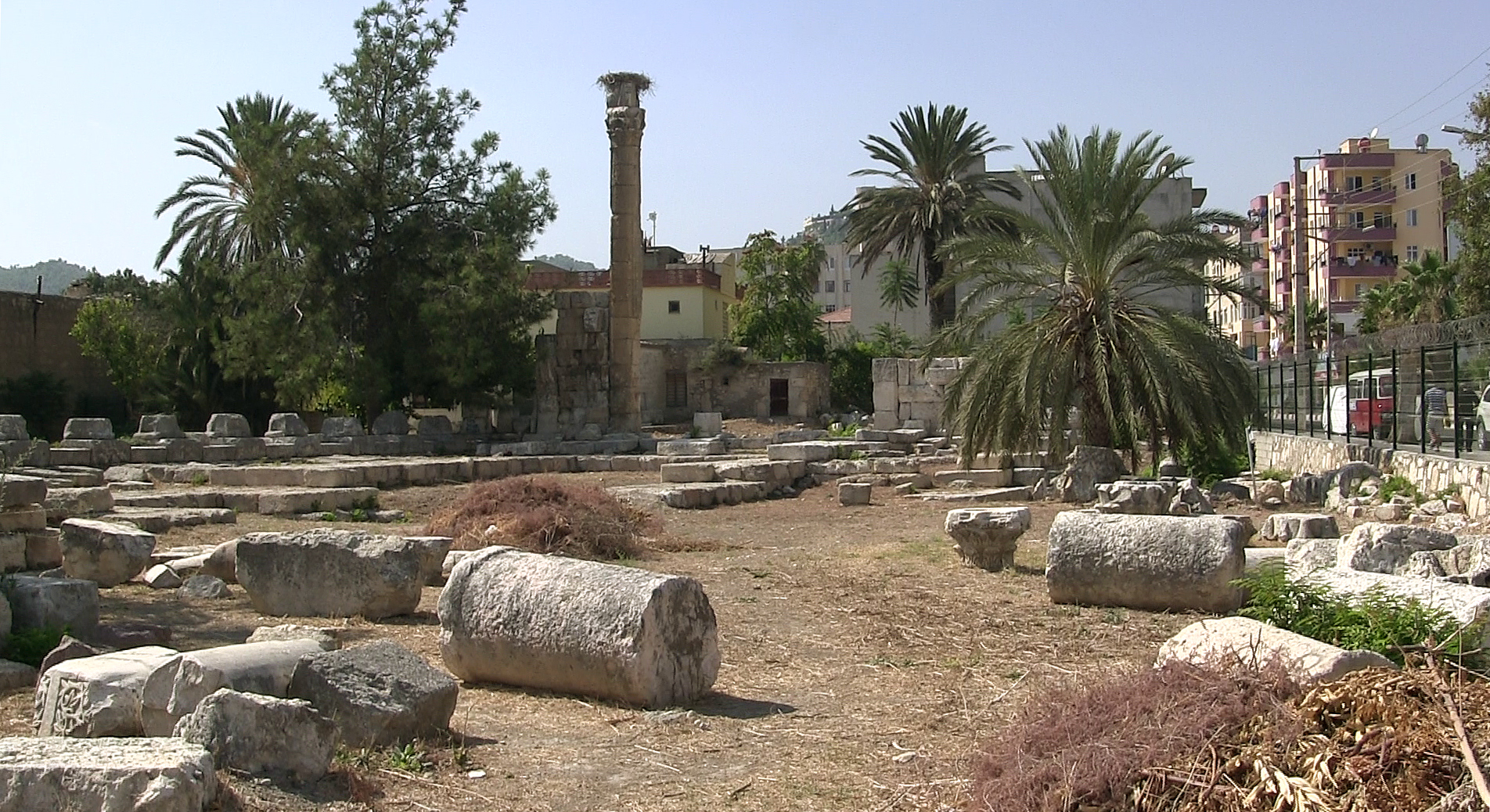
Römischer Tempel

## Persönlichkeiten
- Yildiz Tüzün (1932–2021), Bildhauerin und Objektkünstlerin
- Birol Ünel (1961–2020), Schauspieler

## Städtepartnerschaften
- Bergkamen in NRW
- Haßloch in der Pfalz